# Midi E 3301
La E 3301 est un prototype suisse de locomotive électrique conçu pour la Compagnie du Midi. 
Jugé insuffisamment performant, il a été refusé par la compagnie du Midi et a alors servi pour le compte des chemins de fer suisses. Le 1er mai 1919, elle prit la dénomination de Fb 2/5 11001  avant de devenir en 1920 la locomotive expérimentale Be 2/5 11001 des CFF.

## Histoire
De nombreuses lignes du réseau du Midi étant des lignes de montagne, avec des rampes allant jusqu'à 21,4 ‰. la compagnie s'est engagée en 1909 dans un programme d'électrification. Son choix s'est porté sur le monophasé 12 kV 16 ²⁄₃ Hz. 
Elle a commandé six prototypes pour la ligne Perpignan - Villefranche-de-Conflent, tous de type 1C1 à bielles :
- E 3001 de Thomson et General Electric,
- E 3101 de AEG et Henschel,
- E 3201 de Westinghouse,
- E 3301 de Brown-Boveri et SLM Winterthur, future Be 2/5 11001 des CFF
- E 3401 des Ateliers du Nord et de l'Est (futur Jeumont-Schneider)
- E 3501 de Schneider.

La locomotive E 3301 devait pouvoir accomplir les tâches suivantes :
- Tracter un convoi de 400 tonnes sur une rampe de 22 ‰,
- Tracter un convoi de 300 tonnes à 40 km/h sur une rampe de 22 ‰,
- Tracter un convoi de 100 tonnes à 60 km/h sur une rampe de 22 ‰,
- Être équipée d'un frein électrique pour les descentes.

### Construction technique

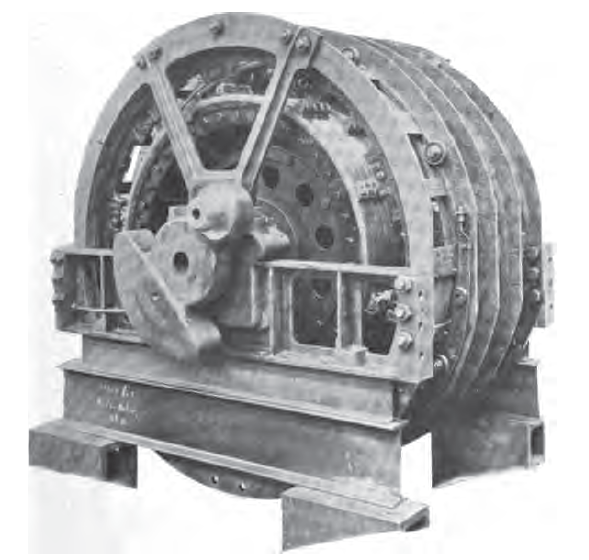
Moteurs à répulsion système Déri

Les compagnies SLM Winterthur et Brown-Boveri ont construit la locomotive E3301 dans les années 1910/1911. La traction était réalisée par deux grands moteurs à répulsion système Déri qui remplissaient presque toute la salle des machines. La puissance et le sens de la marche des moteurs étaient contrôlés en tournant des bornes mobiles sur les collecteurs, permettant de démarrer le train sans secousse. Les moteurs étaient alimentés sous 1250 V par deux transformateurs de traction branchés en parallèle. La force des moteurs était transmise à l'essieu central par deux bielles inclinées, sans engrenages, puis aux autres essieux moteurs par des bielles horizontales.

### Les tests
Les transformateurs de la E 3301, équipés d'enroulements auxiliaires pour le fonctionnement en 15 kV, furent testés la ligne Spiez - Frutigen, Durant ces essais, la conception de cette locomotive s’avéra déjà mauvaise.
Le 18 février 1912, la locomotive fut transférée à Perpignan et fut testée jusqu'au 16 août de la même année. Elle ne fut pas en mesure de répondre aux performances requises, comme ce fut le cas pour deux autres machines. Une autre donna en partie satisfaction, mais seule la E 3201 fut satisfaisante. Elle permit d'ailleurs au Midi de commander les E ABD 1 à 30, futures Z 4900 de la SNCF.

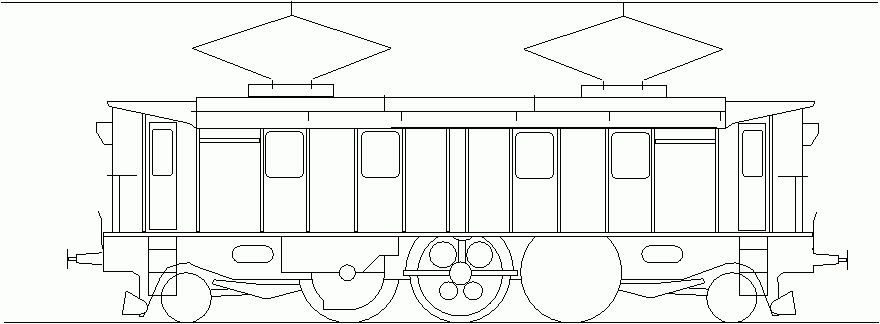
La Midi E 3301, future CFF Be 2/5

## Transformation fondamentale après le refus
De retour du Midi la locomotive servit comme véhicule d'essai de la motorisation à essieux indépendants. Il existait déjà des moteurs suspendus par le nez pour des puissances et vitesses modérées, mais l'expérience manquait pour la transmission de puissances supérieures. Les CFF étaient particulièrement intéressées pour leur projet fondamental d'électrifier toutes leurs lignes principales à la suite de la Première Guerre mondiale.
Le prototype fut modifié par Brown Boveri. Il n'en resta que la plupart de la partie purement mécanique : le châssis, la caisse, les deux essieux porteurs ainsi que le premier essieu moteur qui perdit sa motorisation et devint après rééquilibrage un essieu porteur. Sur l'essieu médian fut installée une transmission BBC-Buchli bilatérale (à comparer aux machines françaises du même système - les séries suisses et bavaroises qui suivaient dans les années 1920 n'avaient qu'un entrainement unilatéral), sur le troisième essieu moteur trouva sa place une transmission Tschanz, qui n'eut pas de descendance.

## Utilisation

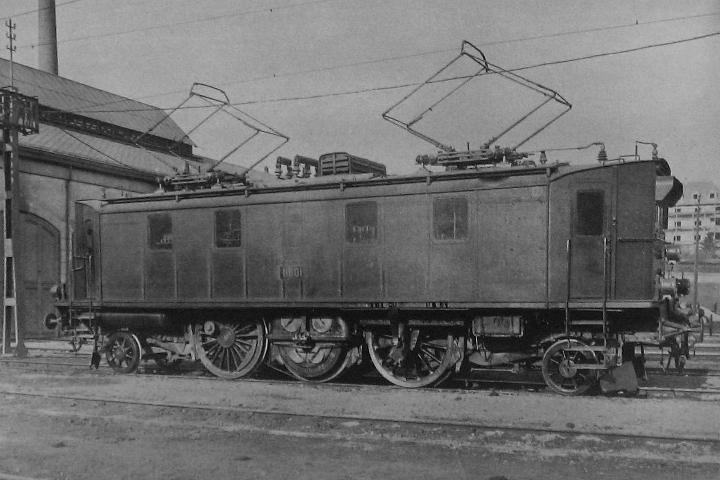
La Be 2/5 11001 des CFF.

Comme les CFF ne possédaient pas encore de lignes à 15 kV, elle fut alors testée sur la ligne du Lötschberg. Le 1er août 1918, la locomotive fut officiellement remise à la BLS sous le numéro 2B1 10001 pour le début des essais.
Jusqu'en 1919, la machine servit à tracter des trains de voyageurs sur la ligne Thoune - Spiez. Le 1er mai 1919 elle entra définitivement dans les services des CFF sous la numérotation Fb 2/5 10001. À partir de la mise sous tension de la ligne  Berne - Spiez le 7 juillet 1919 elle commença à y tracter des trains de voyageurs, parfois jusqu'à Spiez.  À la fin de cette année, elle avait parcouru 24 500 kilomètres. En 1920, alors qu'elle devint la Be 2/5 11001, elle parcouru 5 500 kilomètres de plus et, alors qu'elle fut surnommée Viktor, son total fut de 35 300 kilomètres en 1921.
Alors que les CFF recevaient des nouvelles locomotives plus performantes, ils cherchèrent une nouvelle affectation pour la Viktor. Le 1er juin 1922, elle fut affectée au dépôt d'Erstfeld pour tracter des trains sur les lignes Erstfeld - Arth-Goldau et Erstfeld - Lucerne et parcourait 224 km en moyenne journalière. Enter 1923 et 1924, elle tracta également des trains de voyageurs sur la ligne du Gothard entre Lucerne et Bellinzone. En 1924, elle ne parcourut que 2 000 kilomètres. Il semblerait qu'elle ait subi des dégâts, mais ceux-ci ne sont pas prouvés.
En 1925, la Viktor fut attribuée au dépôt de Lucerne et tracta des trains en direction de Rotkreuz, dans le canton de Zoug, Zurich et Arth-Goldau et elle parcourait encore 202 kilomètres de moyenne journalière. Durant cette même année, sa chaudière pour le chauffage du train fut remplacée par un chauffage électrique de 1 000 volts.
Dès le 1er octobre 1926, elle servit plus qu'à des petits trains de marchandises et fut habituellement mise en réserve.
En mai 1927, le trafic vers Rotkreuz et Arth-Goldau augmenta et la Viktor fut remise en service et parcourait à nouveau 135 km journaliers. 
En peu plus d'une année plus tard, le 15 mai 1928 précisément, la locomotive Be 3/5 12201 reprit ses services et la Viktor fut attribuée au service de manœuvres du dépôt de Zurich. Elle ne parcouru que 7 000 kilomètres environ. En 1929, son kilométrage tomba à 592.

## Transformation finale et mise au rebut
Cette même année 1929, la Viktor fut transformée en chariot de soudage auto-propulsé Xe 1/5 n°99999 qui devint plus tard le XTe 1/5 n° 99999. Le 17 septembre 1937, elle fut réformée, puis démolie en décembre de la même année.

## Traduction
- (de) Cet article est partiellement ou en totalité issu de l’article de Wikipédia en allemand intitulé « SBB Be 2/5 » (voir la liste des auteurs).